# Ульяновка (Луганская область)
Ульяновка (укр. Улянівка) — село, относится к Ровеньковскому городскому совету Луганской области Украины. Под контролем самопровозглашённой Луганской Народной Республики.

## География
Соседние населённые пункты: город Ровеньки на севере; посёлок Дзержинский на северо-востоке; посёлок Нагольно-Тарасовка на востоке, сёла Новодарьевка на юге, Марьевка и Дарьевка на юго-востоке, Грибоваха, Благовка, Платоновка, Новокрасновка, Бобриково на юго-западе, Вишнёвое на западе.

## Население
Население по переписи 2001 года составляло 246 человек. Население на 2011 год — 214 человек.

## Общие сведения
Почтовый индекс — 94779. Телефонный код — 6433. Занимает площадь 2,152 км². Население на 2011 год — 214 человек. Код КОАТУУ — 4412391005.

## Местный совет
94793, Луганская обл., Ровеньковский городской совет, с. Благовка, ул. Ленина, 25